# چهارتل
چهارتل، روستایی است از توابع بخش مرکزی شهرستان تنگستان استان بوشهر در بخش جنوبی ایران.

## جمعیت
این روستا در دهستان باغک قرار داشته و بر اساس سرشماری سال ۱۳۸۵ جمعیت آن ۳۵نفر (۹خانوار) بوده‌است.